# روزماري باتلر
روزماري باتلر (بالإنجليزية: Rosemary Butler)‏ هي مغنية ومدربة صوتي أمريكية، ولدت في 6 أبريل 1947.

## وصلات خارجية
- الموقع الرسمي
- روزماري باتلر على موقع IMDb (الإنجليزية)
- روزماري باتلر على موقع ميوزك برينز (الإنجليزية)
- روزماري باتلر على موقع أول ميوزيك (الإنجليزية)
- روزماري باتلر على موقع ديسكوغز (الإنجليزية)